# Radowiec
Radowiec (do 7 lutego 1998 roku nosiła nazwę Kobyle Ługi) – wieś w Polsce położona w województwie lubelskim, w powiecie radzyńskim, w gminie Radzyń Podlaski.
W latach 1975–1998 miejscowość administracyjnie należała do województwa bialskopodlaskiego.
Wieś jest sołectwem w gminie Radzyń Podlaski. Według Narodowego Spisu Powszechnego z roku 2011 wieś liczyła 207 mieszkańców.